# Kersten Artus

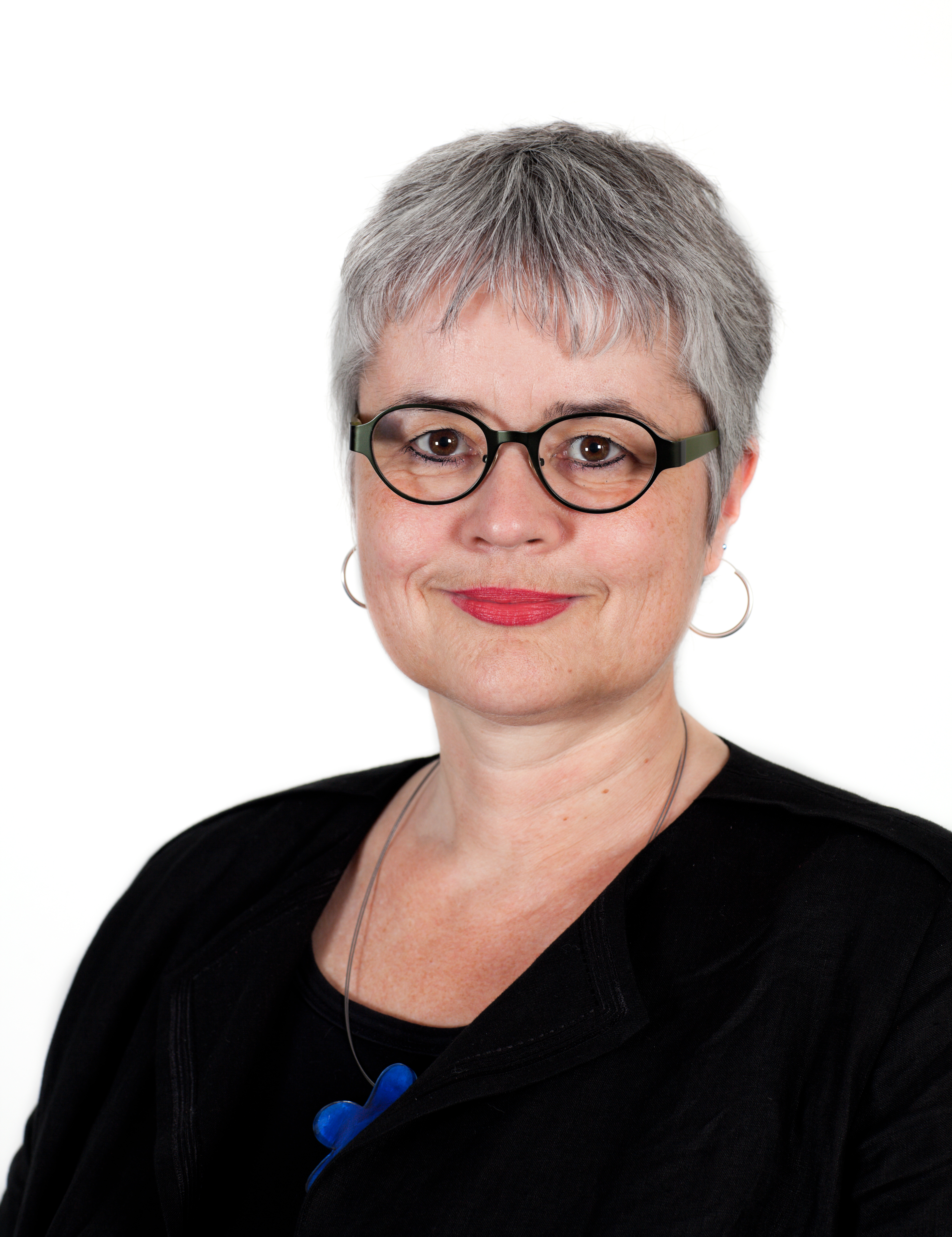
Kersten Artus, 2019

Kersten Angela Artus (* 1. April 1964 in Bremen, gebürtig Kersten Angela Westphal) ist eine deutsche Journalistin. Von 2008 bis 2015 war sie Mitglied der Hamburgischen Bürgerschaft für die Partei Die Linke. Seit November 2017 ist sie ehrenamtliche Vorsitzende von pro familia Hamburg.

## Leben
Kersten Artus wuchs in Bremen-Oberneuland auf. Ihre Eltern betrieben ein Einzelhandelsgeschäft. Im Jahr 1982 zog sie nach Hamburg. Sie absolvierte eine Ausbildung zur Verlagskauffrau und arbeitete anschließend als Pressedokumentarin. 1998 volontierte sie und war als Redakteurin bei der Zeitschrift Fernsehwoche tätig. 2015 schied sie aus der Bauer Media Group aus und ist seitdem als frei Journalistin und Öffentlichkeitsarbeiterin und Veranstaltungsmoderatorin tätig. Seit 1986 ist sie mit Holger Artus verheiratet. Sie hat zwei erwachsene Kinder.
Sie war seit 1983 in verschiedenen Betriebsräten der Bauer Media Group engagiert, davon seit 1994 als Vorsitzende. Sie war seit Oktober 2004 Konzernbetriebsratsvorsitzende und gründete 2007 den Europäischen Betriebsrat. Vor einigen Jahren leitete das Unternehmen eine fristlose Kündigung ein, insbesondere nachdem sie in einem DJV-Beitrag das Outsourcing des Unternehmens kritisiert hatte. Mit dem Vorwurf, sich falsch zur Betriebsratsarbeit an- oder abgemeldet zu haben, wurde im Oktober 2010 ein Verfahren zur fristlosen Kündigung begründet. Der Betriebsrat stimmte der Kündigung nicht zu, ver.di und DJV forderten eine Rücknahme der Kündigung. Im Mai 2011 wurde die Kündigung von der Arbeitgeberin zurückgezogen. Von 2017 bis 2021 war sie Mitarbeiterin der Bundestagsabgeordneten Cornelia Möhring und arbeitet nebenberuflich als Trauerrednerin. Seit August 2021 ist sie Pressesprecherin des Jobcenters in Bremen. 

## Politik
Ihre ersten politischen Erfahrungen machte sie Ende der 1970er-Jahre in der Schülerbewegung Bremen und in der Friedensbewegung Anfang der 1980er-Jahre. Sie trat in die SDAJ ein und war von 1983 bis 1989 Mitglied der DKP. Mitte der 1990er-Jahre war sie zwei Jahre lang Mitglied der PDS. Seit 1983 ist sie Gewerkschaftsmitglied, erst in der IG Druck und Papier, dann in den Nachfolgeorganisationen IG Medien und ver.di. 2005 trat sie in die WASG ein und wurde 2007 Mitglied der Linken. Sie gehört der innerparteilichen Strömung Sozialistische Linke an.
Kersten Artus wurde bei der Wahl 2008 als Abgeordnete über die Landesliste in die Hamburgische Bürgerschaft gewählt. Sie gehörte der acht Personen starken Fraktion der Linken an, die erstmals in der Bürgerschaft vertreten war. Während der 19. und der 20. Wahlperiode war sie für ihre Fraktion Fachsprecherin für Frauen-, Gewerkschafts-, Pflege-, Medien- und Gesundheitspolitik.
Bei der Bürgerschaftswahl 2011 zog sie erneut über die Landesliste (Die Linke-Listenplatz 5) in das Parlament und wurde zur Vizepräsidentin der Bürgerschaft gewählt. Zudem wurde sie Mitglied im Eingabenausschuss (Petitionsausschuss) und in der vom Senat berufenen Härtefallkommission.
Im Jahr 2012 gab sie eine Broschüre über die KPD-Politikerin Magda Langhans-Kelm anlässlich deren 25. Todestages heraus. Diese war die erste Frau in einem Präsidium der Hamburgischen Bürgerschaft.
Auf einem Parteitag der Linken vor der Bürgerschaftswahl 2015 verlor Artus bei einer Abstimmung um Platz 5 der Landesliste gegen Heike Sudmann. Da sie auch kein Direktmandat im Wahlkreis Rotherbaum – Harvestehude – Eimsbüttel-Ost erringen konnte, schied Artus zum Ende der 20. Wahlperiode im März 2015 aus der Bürgerschaft.

## Sonstiges
Bundesweite Beachtung fanden ihre Aussagen in der sogenannten „Pixi-Affäre“ zu Diskriminierung, Sexismus und Rassismus in einem Schulbuch für Grundschüler. Der Verlag brachte eine geänderte Fassung auf den Markt.
In der zweiten Jahreshälfte 2018 verklagte der unter dem Pseudonym „Markus Krause“ auftretende Abtreibungsgegner Yannic Hendricks Artus, weil sie seinen Realnamen in einem Blog und bei Facebook veröffentlicht hatte. Das Verfahren wurde im Februar 2019 vom Landgericht Hamburg ausgesetzt, nachdem Hendricks den Klagevorwurf um einen Tweet von Artus erweitert hatte. Im April 2019 wies das Landgericht Hamburg die Unterlassungsklage ab; die Entscheidung war zunächst nicht rechtskräftig. Artus gewann letztlich den Prozess.
Im November 2019 reichte sie Strafanzeige gegen die Website WikiMANNia ein, da diese ein von ihr gemachtes Foto ohne Erlaubnis und Honorarzahlung abbildete.